# 森盲天外
森 盲天外（もり もうてんがい、1864年9月13日（元治元年8月13日） - 1934年（昭和9年）4月7日）は、愛媛県会議員、余土村長、道後湯之町長を務めた政治家である。本名：森 恒太郎（もり つねたろう）。日本初の盲人村長、私立愛媛盲唖学校設立者。

## 概要
伊予国伊予郡西余戸村（現・愛媛県松山市）に生まれた。愛媛県北予変則中学校（現・愛媛県立松山東高等学校）、同人社で学び、1890年（明治23年）に26歳の若さで愛媛県会議員となる。しかし、眼病を患い、東京で治療を受けたものの回復せず失明。郷里（余土村）への帰省を余儀なくされる。
1898年（明治31年）2月、余土村長になる。村長在任中に「余土村是」を作り、耕地の改良や青年教育を行うなど村の発展に務めた。盲人村長として、謂われ無き差別を受けながらも、敢然と闘った。1907年（明治40年）に村長を勇退し、その退職金を資金に私立愛媛盲唖学校（現・愛媛県立松山盲学校）を設立。盲教育にも力を注いだ。翌1908年（明治41年）に自伝『一粒米』を著し、失明から心眼を開くまでの事情を記した。1923年（大正12年）11月より、「天心園」を開き青年教育を施した。
1932年（昭和7年）10月に道後湯之町長に就任。しかし在任中に病に倒れ、1934年（昭和9年）4月7日に死去。71歳没。
俳句に優れ、正岡子規に師事した事もある。子規より「天外」の俳号を受けたが、自身は「盲天外」と称した。

## 経歴
- 1864年（元治元年） - 8月13日、伊予国伊予郡西余土村（現・愛媛県松山市）に生まれた。
- 1876年（明治9年） - 愛媛県北予変則中学校（現・愛媛県立松山東高等学校）に入学。
- 1881年（明治14年） - 東京に出て、同人社で学ぶ。
- 1890年（明治23年） - 愛媛県会議員に当選。しかし、議員在任中に眼病を患い、東京で治療を受けた。
- 1896年（明治29年） - 治療の甲斐無く、失明。議員を辞し、郷里（余土村）に帰郷。
- 1898年（明治31年） - 2月、余土村長に就任。
- 1900年（明治33年） - 「余土村是」を作り、村政の基礎を作った。
- 1907年（明治40年） - 余土村長を勇退し、松山市へ移住。私立愛媛盲唖学校（現・愛媛県立松山盲学校）を設立。
- 1908年（明治41年） - 自伝『一粒米』を著した。
- 1923年（大正12年） - 11月、天心園を開き、青年教育に従事した。
- 1932年（昭和7年） - 10月、道後湯之町長に就任。
- 1934年（昭和9年）- 4月7日、町長在任中に死去。

## 著書
- 『一粒米』博文館、1908年6月。NDLJP:758155 NDLJP:899254。
  - 愛媛文学叢書刊行会編 編『一粒米 付俳句俳論・天心園』（復刻増補版）青葉図書〈愛媛文学叢書 2〉、1990年6月。
  - 『一粒米』谷合侑監修、大空社〈盲人たちの自叙伝 2〉、1997年10月。
- 『義農作兵衛』内外出版協会、1909年6月。NDLJP:781437。
- 『町村是調査指針』丁未出版社、1909年11月。NDLJP:784697。
- 『貯金道話』丁未出版社、1910年5月。NDLJP:800656。
- 『愛媛県温泉郡余土村治実験談筆記』作田隆筆記、千葉県夷隅郡第二第三農区地主会、1911年9月。NDLJP:784549。
- 『農業道徳』丁未出版社、1911年11月。NDLJP:758134。
- 『義農作兵衛』丁未出版社、1914年12月。NDLJP:908116。
- 『公民物語 我が村』青潮社出版部、1923年6月。NDLJP:979519。
- 『体験物語 我が村』天心園出版部、1927年2月。NDLJP:1266949。